# Паскалий II
Паскалий II (на латински: Paschalis PP. II); със светско име Раниеро Беда (на италиански: Raniero Bieda), е римски папа в периода 13 август 1099 г. - 21 януари 1118 г.
Към края на управлението му (1116 г.) възниква движение срещу него, в качеството му на папа. Обхванат от страх Паскалий напуска Латеранския дворец и прекарва извън Рим 2 години без 3 месеца. Завръща се в началото на 1118 г. и малко след това умира.